# Castor (Alberta)
Pour les articles homonymes, voir Castor.
Castor est une ville (town) canadienne de la province de l'Alberta. La ville se situe à 143 km (89 mi) à l'est de la ville de Red Deer, à une altitude de 816,8 m (2,680 pi).

## Description
Castor fut constitué le 13 juillet 1910, Castor étant tiré de la langue française, bien que la petite ville soit anglophone et que castor en anglais se dise Beaver[réf. nécessaire].
La ville de Castor est connue pour ses canards et ses migrations d'oies en automne depuis que son territoire inclut plusieurs points d'arrêt bien fréquentés par des sauvagines migratrices[réf. nécessaire].
Le journal de la municipalité est le Castor Advance qui couvre l'actualité de Castor et des communautés voisines[réf. nécessaire].
L'industrie principale de la ville est l'agriculture, le pétrole, le gaz mais aussi les mines[réf. nécessaire].

## Démographie
La population de Castor en 2006 était de 931 personnes pour 437 maisons, avec une baisse de 0,4 %par rapport à 2001. La ville s'étend sur 2,72 km2 et a une densité de population de 342,7 hab./km2.
| 2001 | 2006 | 2011 | 2016 |
| ---- | ---- | ---- | ---- |
| 931  | 935  | 932  | 929  |

## Personnes connues venant de Castor
- Darcy Tucker, joueur de hockey sur glace de l'Avalanche du Colorado.
- Shane Doan, joueur de hockey sur glace des Coyotes de Phoenix.